# Crise de refugiados dos Grandes Lagos

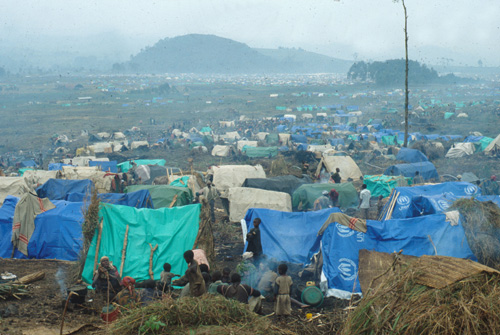
Campo de refugiados no Zaire, 1994

A crise de refugiados dos Grandes Lagos é o nome comum para a situação que se inicia com o êxodo em abril de 1994 de mais de dois milhões de ruandeses para os países vizinhos da região dos Grandes Lagos Africanos na sequência do genocídio ruandês. Muitos dos refugiados eram de etnia hutu que fugiam da Frente Patriótica Ruandesa, predominantemente tutsi, que adquiriu o controle do país no fim do genocídio. No entanto, o esforço de ajuda humanitária foi imensamente comprometido pela presença entre os refugiados de muitos dos Interahamwe e de autoridades governamentais que realizaram o genocídio, que usavam os campos de refugiados como bases para lançar ataques contra o novo governo liderado por Paul Kagame. Os campos no Zaire tornaram-se particularmente politizados e militarizados. O entendimento de que a ajuda humanitária estava sendo desviada para prosseguir os objetivos dos genocidas levaram muitas organizações humanitárias a retirar a sua assistência. O conflito escalou até o início da Primeira Guerra do Congo em 1996, quando os rebeldes apoiados pela Frente Patriótica Ruandesa invadiram o Zaire e procuraram repatriar os refugiados.